# The Holiday Collection
The Holiday Collection – płyta EP Madonny, wydana jedynie w Europie jako dodatkowe wydawnictwo do albumu The Immaculate Collection.
Poza ostatnim utworem, zamieszczono tu albumowe wersje piosenek. Tytuł ostatniego utworu podany jest na składance niepoprawnie, jako „Causin’ a Commotion”, brakuje też nazwy remiksu.

## Lista utworów
| #  | Tytuł | Czas |
| -- | --- | ---- |
| 1. | „Holiday” Autor: Curtis Hudson, Lisa Stevens Producent: John „Jellybean” Benitez                                                                         | 6:09 |
| 2. | „True Blue” Autor: Madonna Ciccone, Stephen Bray Producent: Madonna, Stephen Bray                                                                        | 4:17 |
| 3. | „Who’s That Girl” Autor: Madonna Ciccone, Patrick Leonard Producent: Madonna, Patrick Leonard                                                            | 3:58 |
| 4. | „Causing a Commotion (Silver Screen Single Mix)” Autor: Madonna Ciccone, Stephen Bray Producent: Madonna, Stephen Bray Producent remiksu: Shep Pettibone | 4:06 |

## Listy przebojów
Płyta nie weszła na żadne listy przebojów.

## Single
Wydawnictwo nie było promowane żadnym singlem.